# Catherine Coleman
Catherine Grace Coleman, detta Cady (Charleston, 14 dicembre 1960), è un'ex astronauta e chimica statunitense.
Nel 1995 e nel 1999 ha partecipato a due missioni del programma Space Shuttle: la STS-73 e la STS-93.
Ha fatto parte dell'equipaggio della Stazione spaziale internazionale (ISS), raggiungendola con la missione Expedition 26, partita il 15 dicembre 2010 dal Cosmodromo di Bajkonur con un razzo Sojuz TMA-20. Dopo 157 giorni trascorsi a bordo della ISS, il 23 maggio 2011 ha fatto rientro sulla Terra a bordo di un veicolo spaziale Sojuz, atterrando nelle steppe del Kazakistan e concludendo con successo l'Expedition 27.